# Kite Man
Kite Man, il cui vero nome Charles "Chuck" Brown, è un personaggio dei fumetti creato da Bill Finger e Dick Sprang, pubblicato dalla DC Comics. È un supercriminale apparso per la prima volta in Batman (vol. 1) n. 133 (agosto 1960).

## Biografia del personaggio
Chuck Brown è un uomo che si armò di armi-aquiloni da utilizzare per i suoi crimini. Vola con un grande aquilone legato attorno al suo corpo. Usa anche uno sbarramento continuo di aquiloni per sopraffare i suoi nemici. È entrato in conflitto con Batman, Robin, Hawkman e Hawkgirl in diverse occasioni.
Nella sua prima apparizione, utilizzò gli aquiloni per una vasta gamma di crimini, tra cui la complicità nell'evasione di alcuni criminali. Batman utilizzò i suoi aquiloni per sconfiggerlo. Questa comparsa venne ripresa poi in Batman Family n. 3 nel 1975. Kite Man ritornò ancora, adesso con indosso un visore. Assunse al suo fianco numerosi uomini, che poi tradì. Batman lo sconfisse di nuovo con i suoi stessi aquiloni. Len Wein lo riportò indietro in una storia riguardante la rapina di un libro paga. Qui, gli aquiloni truccati non vennero utilizzati.
Hawkman, Hawkgirl e Zatanna si confrontarono con lui, nei fumetti di Hawkman. Venne poi rivelato il suo nome, così come la sua fascinazione infantile per gli aquiloni. Venne sconfitto e fatto schiantare contro un albero.
Kite Man fu uno dei pochi criminali ad aver avuto un vantaggio dall'atmosfera amichevole tra i criminali nel paese immaginario della Zandia. Finì per fare parte della sua squadra di sport e successivamente rimase coinvolto in un combattimento contro alcune truppe invadenti di supereroi.

### Crisi infinita
In Crisi infinita, il Joker riportò che Brown venne scaraventato fuori dalla Wayne Tower da Deathstroke, dopo aver rifiutato di unirsi alla Società segreta dei supercriminali.

### Morte
Brown, tuttavia, sopravvisse alla caduta e si adattò alla vita di basso rango nel mondo sotterraneo della Gotham post-Crisi, nelle pagine di 52. Venne catturato al fianco di Sewer King, Dawson, Lamelle, The Squid e Mirage. Come con gli altri prigionieri, Kite Man venne ucciso e mangiato da Bruno Mannheim dopo essersi rifiutato di allearsi con lui. Bruno è un uomo potente nell'Intergang, un'organizzazione criminale del sottosuolo che tenta di impossessarsi di Gotham City.

## Altri media

### Televisione
- Kite Man è comparso nella serie animata Batman: The Brave and the Bold, doppiato in originale dall'attore Jeffrey Combs. Da ragazzo, era ossessionato da Benjamin Franklin e tentò di ricreare il suo famoso esperimento elettrico. Tuttavia, non prese le misure di sicurezza adeguate, indossò dei braccialetti di metallo, e stette a bagno nell'acqua in un catino. Lo shock elettrico conseguente traumatizzò il giovane psicologicamente e lo costrinse ad una vita di crimine incentrata intorno agli aquiloni. Nell'episodio Terrore sull'isola dei dinosauri, un flashback lo descrisse come il leader di un gruppo di ladri equipaggiati di alianti ed aquiloni altamente avanzati che gli permisero di commettere i loro crimini. Kite Man venne fermato da Batman, e il suo ex scagnozzo Eel O'Brian (che Batman salvò dalla tinozza in cui cadde) che testimoniò contro di lui in tribunale, e che fu poi arrestato. Nell'episodio Il lungo braccio della legge, Kite Man rubò un campione di Plastic Man al fine di completare una pistola a raggi theta che avrebbe permesso a chiunque di mimare i poteri di Plastic Man, o di pietrificare qualcuno con poteri elastici. Ottenne anche una spalla di nome Rubberneck e ottenne questi fenomenali poteri dall'esposizione ai raggi theta, e combatté sia contro Batman che contro Plastic Man. Tuttavia, lui e Rubberneck vennero sconfitti quando rimasero entrambi impigliati l'uno con l'altro e i raggi theta li colpirono pietrificandoli.
- Kite Man compare anche in cameo nella serie animata DC Super Hero Girls.
- Il personaggio compare nella serie animata per adulti Harley Quinn.
  - Kite Man è comparso anche come protagonista e antieroe nella serie animata spin-off per adulti Kite Man: Hell Yeah!.

### Cinema
- Kite Man è comparso come uno degli antagonisti minori nel film d'animazione LEGO Batman - Il film (2017).
- Inizialmente il regista James Gunn contava di inserire il personaggio nel suo film The Suicide Squad - Missione suicida (2021), interpretato dall'attore Michael Rosenbaum, suo caro amico: quest'ultimo però ha dovuto declinare il ruolo e pertanto il personaggio è stato accantonato. Nella serie televisiva Peacemaker, spin off del film, viene rivelato che Kite Man è stato il primo avversario affrontato e sconfitto dal vigilante Peacemaker all'inizio della sua carriera.